# Selección de baloncesto sub-20 de Yugoslavia
La selección de baloncesto sub-20 de Yugoslavia, comúnmente conocido como el selección  juvenil de baloncesto de Yugoslavia (en serbocroata: Košarkaška reprezentacija Jugoslavije U-20), era el equipo de baloncesto masculino, administrado por la Federación de Baloncesto de Yugoslavia, que representaba a RFS Yugoslavia en competiciones internacionales de baloncesto masculino sub-20, que consisten principalmente en el Campeonato Mundial de Baloncesto Sub-19.
Después de la disolución de Yugoslavia en 1991, los países sucesores crearon sus propios equipos nacionales sub-20. Serbia ganó el Campeonato en 2007.
Varios miembros del equipo han sido incluidos en el Salón de la Fama de la FIBA, incluidos los jugadores Vlade Divac y Toni Kukoč, mientras que Divac y Dino Rađa son miembros del Salón de la Fama del Baloncesto.
En 2017 , se estrenó 250 Steps, una película sobre la medalla de oro de 1987.

## Participaciones
| Año                      | Pos.                   | PJ                     | G                      | P                      | Ref.                   |
| Como RFS de Yugoslavia   | Como RFS de Yugoslavia | Como RFS de Yugoslavia | Como RFS de Yugoslavia | Como RFS de Yugoslavia | Como RFS de Yugoslavia |
| ------------------------ | ---------------------- | ---------------------- | ---------------------- | ---------------------- | ---------------------- |
| 1979                     | 4°                     | 8                      | 5                      | 3                      | [ 1 ]                  |
| 1983                     | 8°                     | 9                      | 3                      | 6                      | [ 2 ]                  |
| 1987                     | Medalla de oro         | 7                      | 7                      | 0                      | [ 3 ]                  |
| 1991                     | 4°                     | 8                      | 3                      | 5                      | [ 4 ]                  |
| Como R. F. de Yugoslavia |                        |                        |                        |                        |                        |
| 1995                     | No clasificó           | No clasificó           | No clasificó           | No clasificó           | [ 5 ]                  |
| 1999                     | No clasificó           | No clasificó           | No clasificó           | No clasificó           | [ 6 ]                  |
| 2003                     | No clasificó           | No clasificó           | No clasificó           | No clasificó           | [ 7 ]                  |
| Total                    | 4/7                    | 32                     | 18                     | 14                     |                        |

## Premios individuales

### MVP del Campeonato Mundial de Baloncesto Sub-19
- Toni Kukoč — 1987
- Dejan Bodiroga – 1991

## Entrenadores
| Años | Nombre           | Asistente técnico |
| ---- | ---------------- | ----------------- |
| 1979 | Luka Stančić     |                   |
| 1983 | Rusmir Halilović |                   |
| 1987 | Svetislav Pešić  | Dejan Srzić       |
| 1991 | Duško Vujošević  | Dejan Srzić       |

## Jugadores
Plantillas completas en las 4 competiciones.
| 1979 | 1983 | 1987 | 1991 |
| 4 Emir Mutapčić 5 Zoran Radović 6 Darko Petronijević 7 Davor Dogan 8 Milan Medić 9 Zoran Čutura 10 Željko Obradović 11 Žarko Đurišić 12 Đordano Baković 13 Goran Grbović 14 Milenko Savović 15 Sabahudin Bilalović | 4 Saša Radunović 5 Velimir Perasović 6 Franjo Arapović 7 Jure Zdovc 8 Zoran Jovanović 9 Dragan Lukenda 10 Nebojša Bukumirović 11 Goran Sobin 12 Danko Cvjetićanin 13 Ivica Mavrenski 14 Ivo Petović 15 Aleksandar Milivojša | 4 Zoran Kalpić 5 Luka Pavićević 6 Nebojša Ilić 7 Toni Kukoč 8 Miroslav Pecarski 9 Teoman Alibegović 10 Aleksandar Đorđević 11 Samir Avdić 12 Vlade Divac 13 Radenko Dobraš 14 Dino Rađa 15 Slaviša Koprivica | 4 Dejan Bodiroga 5 Petar Arsić 6 Nikola Lončar 7 Veljko Mršić 8 Gavrilo Pajović 9 Teo Čizmić 10 Željko Topalović 11 Željko Rebrača 12 Velibor Radović 13 Mlađan Šilobad 14 Dragan Tarlać 15 Zvonimir Ridl |

## Nuevos equipos nacionales
Después de la disolución de Yugoslavia en 1991, se crearon cinco nuevos países: Bosnia y Herzegovina, Croacia, Macedonia del Norte, RF Yugoslavia (en 2003, rebautizada como Serbia y Montenegro) y Eslovenia. En 2006, Montenegro se convirtió en una nación independiente y Serbia se convirtió en el sucesor legal de Serbia y Montenegro. En 2008, Kosovo declaró su independencia de Serbia y se convirtió en miembro de FIBA en 2015.
Aquí hay una lista de equipos nacionales masculinos sub-20 en el área de RFS de Yugoslavia:
- Bosnia y Herzegovina (1992-)
- Croacia (1992-)
- Macedonia del Norte (1993-)
- Serbia y Montenegro (1992-2006)
  -  Montenegro (2006-)
  -  Serbia (2006-)
    -  Kosovo (2015-)
- Eslovenia (1992-)